# Eusarsiella pseudospinosa
Eusarsiella pseudospinosa är en kräftdjursart som först beskrevs av Baker 1977.  Eusarsiella pseudospinosa ingår i släktet Eusarsiella och familjen Sarsiellidae. Inga underarter finns listade i Catalogue of Life.